# Ashville (Pensilvania)
Ashville es un borough ubicado en el condado de Cambria en el estado estadounidense de Pensilvania. En el año 2000 tenía una población de 279 habitantes y una densidad poblacional de 612 personas por km².

## Geografía
Ashville se encuentra ubicado en las coordenadas 40°33′33″N 78°32′53″O / 40.55917, -78.54806.

## Demografía
Según la Oficina del Censo en 2000 los ingresos medios por hogar en la localidad eran de $21,875 y los ingresos medios por familia eran $31,250. Los hombres tenían unos ingresos medios de $27,000 frente a los $15,694 para las mujeres. La renta per cápita para la localidad era de $12,640. Alrededor del 12.3% de la población estaba por debajo del umbral de pobreza.